# Orstomella yaliuensis
Orstomella yaliuensis is een eenoogkreeftjessoort uit de familie van de Xarifiidae. De wetenschappelijke naam van de soort is voor het eerst geldig gepubliceerd in 2009 door Cheng, Ho & Dai.